# Cerro Pan de Azúcar (Uruguay)
El cerro Pan de Azúcar es una elevación ubicada en el departamento de Maldonado, Uruguay. Con sus 389 m s. n. m., se ubica entre los cerros más altos del país.

## Historia
A principios del siglo XX, una de las laderas se convirtió, por decisión de Don Francisco Piria, fundador de Piriápolis, en una inmensa cantera que proveía de sólidas rocas de granito para la construcción del incipiente balneario. Las obras fueron de tal magnitud que ofrecían trabajo a más de 500 obreros.

## Toponimia
Su nombre data de al menos el año 1717 cuando se hace referencia de él en un reconocimiento territorial del Capitán Juan Hidalgo.

## Ascenso
Es posible escalar este cerro por su ladera sur, de todas formas en ninguna parte del ascenso es necesario algún tipo de equipo especial o de montañismo.
Se conoce también de gente que lo ha subido por su ladera este, mucho más empinada y con abundante vegetación, guiada por algunas personas de la zona o de la ciudad de Pan de Azúcar. Subir por esta ladera es un desafío mayor que hacerlo por su ladera sur, que un niño de 10 años puede hacerlo sin dificultades.

## Cruz de la cima

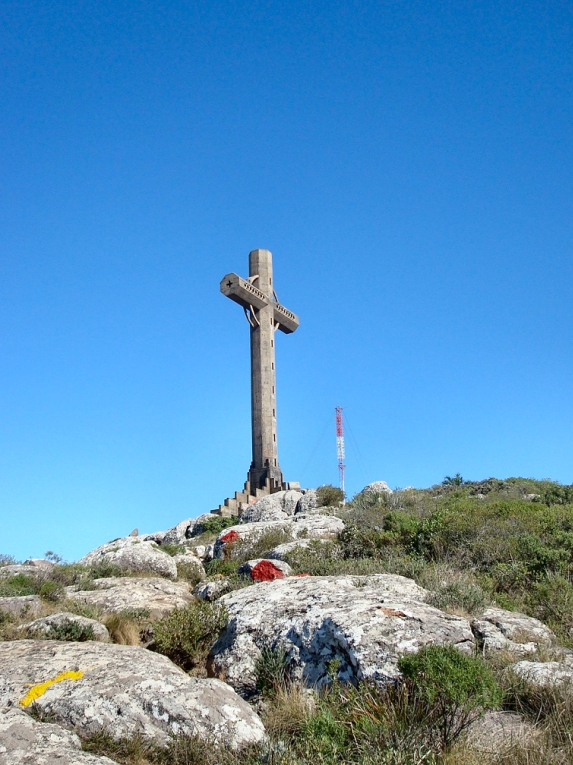
La cruz ubicada en la cima del Cerro Pan de Azúcar

En su cima hay una cruz de hormigón armado de 35 m de altura la cual fue construida en 1933 y fue concebida por el arquitecto Guillermo Armas O´Shanahan, el escultor José Luis Zorrilla de San Martín y el padre Engels Walters. Cuenta con escaleras internas entrar y subir hasta sus brazos, desde donde hay un mirador. Actualmente el acceso está cerrado por peligro de derrumbe.
También hay una antena de transmisión de un canal de televisión local por aire, Canal 7 (Analógico) (1991-2020), Canal 7, Canal 7 SD2 y Canal 7 HD (Digital) (2014-presente).

## Actividades
En la ladera del cerro en 1980 comenzó a funcionar la Estación de cría de fauna autóctona Cerro Pan de Azúcar a cargo de Tabaré González y la Intendencia Municipal de Maldonado a instancias del intendente de ese entonces Sr. Curutchet. El principal cometido era la recuperación en cautiverio de especies en vías de extinción. 
El parque se está ampliando en 7 hectáreas más donde se recupera también la flora autóctona y se podrá apreciar al venado de campo, una especie de la que el parque posee en la actualidad el mayor número a nivel mundial y ya se han hecho reinserciones en su hábitat de esta especie. 
Con el tiempo se trabajará en el guazubirá -cuya reproducción ya se realiza- y en el desaparecido ciervo de los pantanos. 
Los animales en el parque se encuentran en su ambiente natural, con refugios para protegerse del estrés que les produce la cercanía del público.
Hace unos años también el camino que se adentra en la ladera del Cerro Pan de Azúcar incluía senderos laterales "laberínticos". Siguiendo las indicaciones que se encontraban durante el trayecto, se llegaba a un camino que tenía como destino la cima del cerro. Pero una extraña enfermedad a la que nunca se puede identificar exactamente afectó al zoológico del cerro enfermando y matando a la mitad de los animales, "Fue algo devastador" afirmo el dueño, y fue por esto que el zoológico del cerro permaneció cerrado por unos años, pero desde el 2005 abrió nuevamente,sin embargo el antiguo parque quedó en desuso y los "laberintos" (los cuales eran bajo tierra, en estos había animales que no soportaban la luz o que hacían sus madrigueras bajo tierra) se cerraron por completo. Es posible el ascenso al cerro desde el Parque Pan de Azúcar, como final del recorrido por el parque.
En el año 2010 se abrió al público un EcoParque Aventura en la ladera norte del Cerro Pan de Azúcar con distintas actividades como canopy, trekking, cetrería, escalada, rapel, etc.